# Kevin Cordes
Kevin Cordes (Naperville, 13 augustus 1993) is een Amerikaanse zwemmer. Hij vertegenwoordigde zijn vaderland op de Olympische Zomerspelen 2016 in Rio de Janeiro.

## Carrière
Bij zijn internationale debuut, op de wereldkampioenschappen kortebaanzwemmen 2012 in Istanboel, veroverde Cordes de bronzen medaille op de 100 meter schoolslag en eindigde hij als zevende op de 50 meter schoolslag. Op de 4x100 meter wisselslag sleepte hij samen met Matt Grevers, Thomas Shields en Ryan Lochte de wereldtitel in de wacht.
Tijdens de wereldkampioenschappen zwemmen 2013 in Barcelona eindigde de Amerikaan als zevende op de 100 meter schoolslag, daarnaast strandde hij in de halve finales van de 200 meter schoolslag en in de series van de 50 meter schoolslag. Samen met Ryan Lochte, Nathan Adrian en Matt Grevers werd Cordes aanvankelijk wereldkampioen op de 4x100m wisselslag. Achteraf bleek Cordes 0,04s te vroeg het startblok te hebben verlaten tijdens de aflossing van Matt Grevers. Het Amerikaanse viertal werd gediskwalificeerd en de gouden medaille werd zo aan het Franse viertal overhandigd.
In Gold Coast nam Cordes deel aan de Pan-Pacifische kampioenschappen zwemmen 2014. Op dit toernooi werd hij gediskwalificeerd in de finale van de 100 meter schoolslag. Op de 4x100 meter wisselslag legde hij samen met Matt Grevers, Michael Phelps en Nathan Adrian beslag op de gouden medaille.
Op de wereldkampioenschappen zwemmen 2015 in Kazan veroverde de Amerikaan de zilveren medaille op de 200 meter schoolslag en de bronzen medaille op de 50 meter schoolslag. Samen met Ryan Murphy, Thomas Shields en Nathan Adrian werd hij wereldkampioen op de 4x100 meter wisselslag, op de gemengde 4x100 meter wisselslag sleepte hij samen met Ryan Murphy, Katie McLaughlin en Margo Geer de zilveren medaille in de wacht.
Tijdens de Olympische Zomerspelen van 2016 in Rio de Janeiro eindigde Cordes als vierde op de 100 meter schoolslag en als achtste op de 200 meter schoolslag. Samen met David Plummer, Thomas Shields en Caeleb Dressel zwom hij in de series van de 4x100 meter wisselslag, in de finale legden Ryan Murphy, Cody Miller, Michael Phelps en Nathan Adrian beslag op de gouden medaille. Voor zijn aandeel in de series ontving Cordes eveneens de gouden medaille. 
Op de Wereldkampioenschappen zwemmen 2017 behaalde Cordes de zilveren medaille op de 100m schoolslag. Samen met Matt Grevers, Caeleb Dressel  en Nathan Adrian behaalde hij ook goud in de finale van de 4x100m wisselslag. Omwille van zijn deelname in de series kreeg Cordes ook de gouden medaille op de 4x100m wisselslag gemengd

## Internationale toernooien
| Jaar | Olympische Spelen                                                                         | WK langebaan | WK kortebaan                                            | PanPacs                                                        | Pan-Ams                                                                              |
| ---- | ----------------------------------------------------------------------------------------- | --- | ------------------------------------------------------- | -------------------------------------------------------------- | ------------------------------------------------------------------------------------ |
| 2012 | geen deelname                                                                             | | 7e 50m schoolslag · 100m schoolslag · 4x100m wisselslag |                                                                |                                                                                      |
| 2013 |                                                                                           | 7e 100m schoolslag 9e 200m schoolslag 21e 50m schoolslag                                                                               |                                                         |                                                                |                                                                                      |
| 2014 |                                                                                           | | geen deelname                                           | DQ 100m schoolslag · serie 200m schoolslag · 4x100m wisselslag |                                                                                      |
| 2015 |                                                                                           | 50m schoolslag · 200m schoolslag · 4x100m wisselslag · 4x100m wisselslag gemengd                                                       |                                                         |                                                                | geen deelname                                                                        |
| 2016 | 4e 100m schoolslag · 8e 200m schoolslag · 4x100m wisselslag · Cordes zwom enkel de series | | geen deelname                                           |                                                                |                                                                                      |
| 2017 |                                                                                           | 5e 50m schoolslag · 100m schoolslag · 6e 200m schoolslag · 4x100m wisselslag · 4x100m wisselslag gemengd · Cordes zwom enkel de series |                                                         |                                                                |                                                                                      |
| 2018 |                                                                                           | | geen deelname                                           | geen deelname                                                  |                                                                                      |
| 2019 |                                                                                           | geen deelname |                                                         |                                                                | 100m schoolslag · DSQ finale 4x100m wisselslag gemengd · Cordes zwom enkel de series |

## Persoonlijke records
Bijgewerkt tot en met 29 juli 2020
Kortebaan
| Afstand         | Tijd    | Datum            | Plaats       |
| --------------- | ------- | ---------------- | ------------ |
| 50m schoolslag  | 26,41   | 19 november 2019 | College Park |
| 100m schoolslag | 56,88   | 21 december 2013 | Glasgow      |
| 200m schoolslag | 2.02,38 | 20 december 2013 | Glasgow      |

Langebaan
| Afstand         | Tijd    | Datum           | Plaats       |
| --------------- | ------- | --------------- | ------------ |
| 50m schoolslag  | 26,76   | 4 augustus 2015 | Kazan        |
| 100m schoolslag | 58,64   | 23 juli 2017    | Boedapest    |
| 200m schoolslag | 2.07,41 | 28 juni 2017    | Indianapolis |